# ذخیره‌گاه طبیعی پاسویک
ذخیره‌گاه طبیعی پاسویک (انگلیسی: Pasvik Nature Reserve) یک پارک و ذخیره‌گاه طبیعی در استان مورمانسک کشور روسیه است.